# الا یا ایها الساقی ادر کأساً و ناولها
غزلی با مطلع «اَلا یا اَیُّهَا السّاقی اَدِرْ کَأْساً و ناوِلْها» نخستین غزل دیوانِ حافظ در همهٔ نسخه‌ها و تصحیح‌های این دیوان است.

## مفهوم و درون‌مایه
برخی نظیر مرتضی مطهری و محمد حسین شهریار بر این باورند که مصرع بیت اول این غزل از یزید اقتباس(تضمین) شده است. بیتی که به یزید منتسب است، چنین است:
| أنا المسموم ما عندی بتریاقٍ ولا راقٍ |  | أدر کأسا و ناولها ألا یا أیها الساقی |

## در اجراها
ایرج و عهدیه در برنامهٔ شمارهٔ ۵۴۲ از مجموعهٔ گل‌های رنگارنگ این غزل را در دستگاهِ ماهور اجرا کرده‌اند.